# 坡结乡
坡结乡，是中华人民共和国广西壮族自治区河池市天峨县下辖的一个乡镇级行政单位。

## 行政区划
坡结乡下辖以下地区：
坡结村、纳构村、龙凤村、拉岩村、拉增村、玉里村、鱼翁村、尧山村、龙茶村和河口村。